# Imnadia panonica
Imnadia panonica je vrsta sladkovodnih rakov iz družine Limnadiidae, ki je endemična v Srbiji.
Uvrščena je na rdeči seznam IUCN.